# Angustonicus yate
Angustonicus yate är en kackerlacksart som beskrevs av Pellens, R. 2004. Angustonicus yate ingår i släktet Angustonicus och familjen storkackerlackor.
Artens utbredningsområde är Nya Kaledonien. Inga underarter finns listade i Catalogue of Life.